# 小行星23858
小行星23858（23858 Ambrosesoehn）是一颗绕太阳运转的小行星，为主小行星带小行星。该小行星于1998年9月19日发现。

## 轨道参数
小行星23858的轨道半长轴为407 733 977 km，2.7254945 UA，离心率为0.033。